# パトリック・デニーン
パトリック・デニーン（Patrick Deneen、1987年12月25日 - ）は、アメリカ合衆国のワシントン州レドモンド出身のモーグルスキーヤーである。

## 経歴
16歳でアメリカのナショナルチームに入り、2004-2005シーズンに17歳でワールドカップにデビューするが、成績は振るわず、さらに怪我により僅か3戦でナショナルチームから外れる。翌年、怪我から復帰してノースアメリカンカップやFISジュニア世界選手権などへ参戦した。さらに2年後の2007-2008シーズンにノースアメリカンカップで第1戦、第2戦と連続で優勝し、その活躍を認められてシーズン途中からワールドカップへ復帰を果たす。復帰戦となる第2戦、第3戦と2戦連続でいきなりの3位を獲得し、さらに最終戦でも3位を獲得してモーグル総合でアメリカ勢のトップとなる5位に入り、2008年のルーキー・オブ・ザ・イヤーに選ばれた。2008-2009のシーズンは1度だけ3位に入ったが前年ほどの結果は残せず、モーグル総合14位に終わった。同シーズンに行なわれた世界選手権にも出場したが、ワールドカップで優勝経験が無く、選手権開催時点でワールドカップでは総合11位ということなどから戦前の評価は高くなかった。しかし、優勝候補のアレキサンダー・ビロドウがミスにより脱落し、他の選手も22点台に届かない中で、ただ一人23点台を叩き出し、自身初となる世界的大会での優勝を果たした。

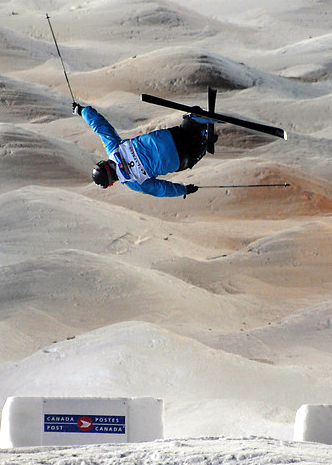

## マテリアル
- スキー板 - Hart
- ブーツ - Lang
- ゴーグル - Shred

## 主な成績

### ノースアメリカンカップ
- 2002-2003シーズン　シングル3戦出場、最高12位
- 2003-2004シーズン　シングル1戦出場、7位
- 2004-2005シーズン　シングル1戦出場、7位
- 2005-2006シーズン　シングル1戦出場、6位
- 2006-2007シーズン
  - シングル4戦出場、最高2位
  - デュアル4戦1勝
- 2007-2008シーズン　
  - シングル2戦2勝
  - デュアル2戦出場、最高7位
- 2008-2009シーズン　シングル1戦出場、2位

### オーストラリアンニュージーランドカップ
- 2009年
  - 第1戦シングル4位
  - 第2戦シングル31位

### ワールドカップ

#### 戦績表
| シーズン  | シングル | シングル | シングル | シングル | シングル | デュアル | デュアル | デュアル | デュアル | デュアル | シングル デュアル 統合成績 | オーバーオール 総合成績 |
| シーズン  | 大会数   | 出場数   | 1位      | 2位      | 3位      | 大会数   | 出場数   | 1位      | 2位      | 3位      | シングル デュアル 統合成績 | オーバーオール 総合成績 |
| --------- | -------- | -------- | -------- | -------- | -------- | -------- | -------- | -------- | -------- | -------- | -------------------------- | ----------------------- |
| 2004-2005 | 8戦      | 2戦      | 最高28位 | 最高28位 | 最高28位 | 3戦      | 1戦      | 最高26位 | 最高26位 | 最高26位 | -                          | -                       |
| 2007-2008 | 7戦      | 6戦      |          |          | 3回      | 3戦      | 3戦      | 最高4位  | 最高4位  | 最高4位  | 5位                        | 16位                    |
| 2008-2009 | 5戦      | 4戦      |          |          | 1回      | 4戦      | 3戦      | 最高6位  | 最高6位  | 最高6位  | 14位                       | 48位                    |
| 通算成績  | -        | 12戦     |          |          | 4回      | -        | 7戦      |          |          |          | -                          | -                       |

#### 受賞
- 2007-08ルーキー・オブ・ザ・イヤー

### 世界選手権
- 2009年猪苗代大会
  - シングル優勝
  - デュアル5位